# Oncinotis
Genre
Oncinotis est un genre de plantes à fleurs de la famille des Apocynaceae.

## Liste d'espèces
Selon Catalogue of Life (24 octobre 2017) :
- Oncinotis glabrata (Baill.) Stapf ex Hiern
- Oncinotis gracilis Stapf
- Oncinotis hirta Oliv.
- Oncinotis inandensis J. M. Wood & Evans
- Oncinotis nitida Benth.
- Oncinotis pontyi Dubard
- Oncinotis tenuiloba Stapf
- Oncinotis tomentella Radlk.

Selon NCBI (24 octobre 2017) :
- Oncinotis tenuiloba

Selon The Plant List (24 octobre 2017) :
- Oncinotis glabrata (Baill.) Stapf ex Hiern
- Oncinotis gracilis Stapf
- Oncinotis hirta Oliv.
- Oncinotis nitida Benth.
- Oncinotis pontyi Dubard
- Oncinotis tenuiloba Stapf
- Oncinotis tomentella Radlk.

Selon Tropicos (24 octobre 2017) (Attention liste brute contenant possiblement des synonymes) :
- Oncinotis axillaris K. Schum.
- Oncinotis batesii Stapf
- Oncinotis campanulata K. Schum.
- Oncinotis chirindica S. Moore
- Oncinotis chloregena K. Schum.
- Oncinotis glabrata (Baill.) Stapf ex Hiern
- Oncinotis glandulosa Stapf
- Oncinotis gracilis Stapf
- Oncinotis hirta Oliv.
- Oncinotis inandensis J.M. Wood & M.S. Evans
- Oncinotis jesperseni De Wild.
- Oncinotis malchairii De Wild.
- Oncinotis melanocephala K. Schum.
- Oncinotis mitis Stapf
- Oncinotis natalensis Stapf
- Oncinotis nigra Pichon
- Oncinotis nitida Benth.
- Oncinotis obovata De Wild.
- Oncinotis picta Oliv. ex De Wildeman
- Oncinotis pontyi Dubard
- Oncinotis subsessilis (Benth.) K. Schum.
- Oncinotis tenuiloba Stapf
- Oncinotis thyrsiflora K. Schum. ex Stapf
- Oncinotis tomentella Radlk.
- Oncinotis zygodioides K. Schum.